# Ute Behrend

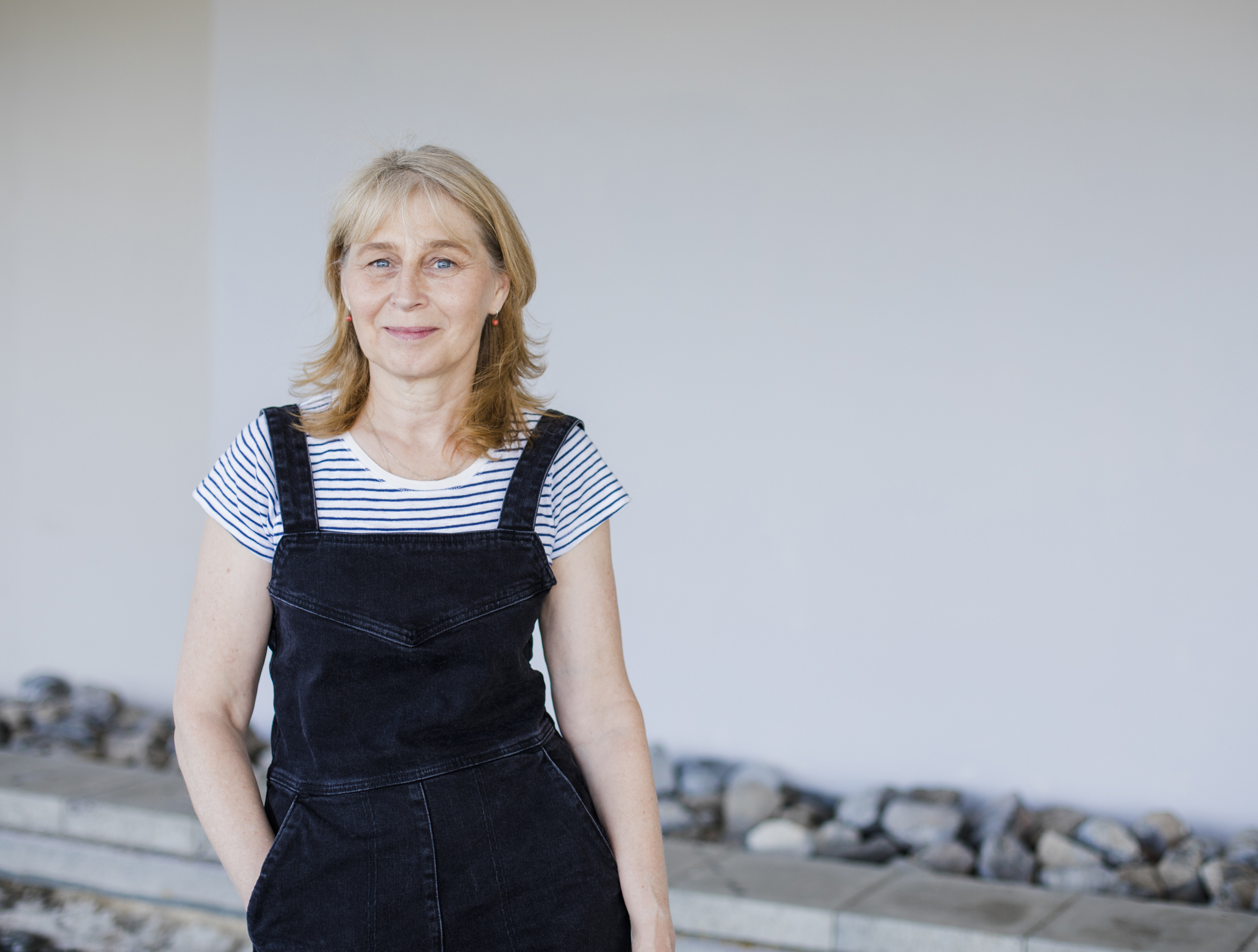
Portrait von Ute Behrend

Ute Behrend (* 1961 in Berlin) ist eine deutsche Künstlerin, Verlegerin und Dozentin. Ein weiterer Schwerpunkt ihrer Arbeit ist das visuelle Lektorat. Sie ist Mitbegründerin des Verlages BUMMBUMM BOOKS und Mitglied der Deutschen Fotografischen Akademie (DFA) und der DGPH. 

## Biografie
Ute Behrends Fotografien und Videoinstallationen wurden international ausgestellt und sind in vielen öffentlichen Sammlungen vertreten. Nach ihrem Fotografiestudium veröffentlichte sie ihr erstes Buch „Girls some Boys and Other Cookies“, bei Scalo Publishers 1996 in Zürich.
Bisher sind fünf Monographien von ihr erschienen.
Ihr letztes Buch, „Bärenmädchen / Bear Girls“, erschien 2019. Dieses Werk wurde in Israel, Spanien, Litauen, Deutschland, Griechenland, der Schweiz und den Niederlanden gezeigt und erhielt zahlreiche lobende Erwähnungen sowie den Julia-Cameron-Preis und den Deutschen Fotobuchpreis.
Ihr jüngstes Werk „Back to Nature“ wurde für den Merck-Preis 2020 nominiert.
Ute Behrend lebt und arbeitet in Köln.

## Ausstellungen (Auswahl)
Einzelausstellungen
| 2021 | Double Dialogues, Museum für Photographie Braunschweig (mit Ute Mahler)        |
|      | Back to Nature, Copenhagen Photofestival, (DK)                                 |
| 2018 | Being a Child, Kunstmuseum Mülheim an der Ruhr, Mülheim an der Ruhr            |
|      | Fassade und Tarnung, Scope Galerie, Hannover                                   |
| 2016 | Singapore International Photography Festival                                   |
| 2014 | Second Glance / Small Silent City, Galerie I'm Kreuzgang, Kloster Obermarchtal |
|      | Second Glance / Small Silent City, FHV Galerie Dornbirn, Dornbirn Österreich   |
| 2013 | Zimmerpflanzen / Small Silent City, Kulturhaus Osterfeld e.V., Pforzheim       |
|      | Conifer Club / Second Glance, Alfred Ehrhardt Stiftung, Berlin                 |
| 2012 | Mermaids, Museum Kunst der Westküste, Alkersum/Föhr                            |
| 2009 | Das Zimmer hinter der Wand \| Dr. Dormagen-Guffanti-Stiftung, Köln             |
| 2008 | Sabine Schmidt Galerie, Köln                                                   |
| 2007 | Sabine Schmidt Galerie, Köln                                                   |
| 2005 | Museum Ludwig, Köln                                                            |
|      | Galerie 11, im Gruner Jahr Pressehaus; Hamburg                                 |
| 2004 | Sabine Schmidt Galerie Köln                                                    |
|      | Galerie Goethe-Institut Sofia                                                  |
| 2000 | Galerie Bodo Niemann, Berlin                                                   |
| 1999 | Sabine Schmidt Galerie, Köln                                                   |
| 1996 | Sabine Schmidt Galerie, Köln                                                   |
|      | Leckri Fotografie Group, Gent                                                  |
| 1995 | Sabine Schmidt Galerie, Köln                                                   |

Gruppenausstellungen
| 2022 | Krapp Kamera, Soho Photo Gallery, New York (USA)                                                                  |
| 2021 | Menschenbilder, Kunstmuseum Wolfsburg                                                                             |
| 2019 | Anarchy, Helsinki, Photo Festival                                                                                 |
|      | 100 Jahre GDL/DFA, Bärenmädchen, Haus der Photographie, Deichtorhallen Hamburg                                    |
|      | Phantasie, Israel, Photo Festival                                                                                 |
|      | Fotofestival Athen, Photobookshow                                                                                 |
|      | Nida International Photography Symposium, Photobookshow, Litauen                                                  |
| 2016 | Mit anderen Augen – Das Portrait in der zeitgenössischen Fotografie \| Kunstmuseum Bonn                           |
|      | Mit anderen Augen – Das Portrait in der zeitgenössischen Fotografie \| Kunsthalle Nürnberg und Kunsthaus Nürnberg |
| 2014 | Espy Photography Award 2014, Elysium Gallery, Swansea, UK                                                         |
|      | elf uhr elf \| Fotografien zum Kölner Karneval, laif Galerie, Köln                                                |
| 2012 | Paris Photo, Au Grand Palais, Paris                                                                               |
|      | views and windows \| Galerie Sabine Knust, München                                                                |
|      | Kolga Award 2012 "The best Photos of the year" Tbilisi, Georgia                                                   |
|      | Mistigris - Contemporary German Photography, Tbilisi, Georgia                                                     |
| 2010 | Shifting Realities....Photographie und ihre Wirklichkeiten \| HALLE ZEHN / Cap Cologne e.V., Köln                 |
| 2009 | Welde Kunstpreis \| Sparkasse Schwetzingen                                                                        |
|      | Revision \| Galerie Sabine Schmidt, Köln                                                                          |
| 2008 | Mistigris Contemporary German Photography \| Galerie Lichtblick, Köln                                             |
| 2007 | Art Cologne |
|      | University of Texas, Dallas                                                                                       |
|      | Small Silent City \| Sabine Schmidt Galerie, Köln                                                                 |
|      | Quiet Afternoon \| Galerie Claudia Delank, Köln (mit Anna Vogel)                                                  |
| 2006 | Der Palast der Drachenkönigin \| Galerie Claudia Delank, Köln                                                     |
|      | Galerie Burg, LE-Musberg                                                                                          |
|      | Märchen \| Ausstellung, DFA in Leinfelden                                                                         |
| 2004 | Hotel Eden, Ludwigsturm, Duisburg                                                                                 |
|      | 44 in 10, Sabine Schmidt Galerie, Köln                                                                            |
|      | KunstKöln, Sonderschau                                                                                            |
| 2003 | kunstKöln |
|      | Museumsmühle Küppersbusch, Duisburg                                                                               |
|      | Art Cologne |
|      | Paris Photo |
| 2002 | european award for women photographers, Florenz, Italien                                                          |
|      | Heimat \| Kunsthaus Dresden                                                                                       |
|      | Städtisches Museum Saarbrücken                                                                                    |
|      | kunstKöln |
|      | Reykjavik Museum of Photography                                                                                   |
|      | Nassauischer Kunstverein Wiesbaden                                                                                |
| 2001 | kunstKöln |
|      | Art Cologne |
| 2000 | ARCO Madrid |
|      | Art Cologne |
| 1998 | ARCO Madrid |
|      | Kunsthalle Koblenz                                                                                                |
|      | Kunsthalle Hamburg                                                                                                |
|      | sunnyside \| Galerie Crista Burger, München                                                                       |
|      | Art Cologne, Förderkoje                                                                                           |
| 1997 | Kunsthalle Nürnberg                                                                                               |
|      | Museum für angewandte Kunst, Gera                                                                                 |
|      | Some Kind of Heaven \| South London Gallery, London                                                               |
|      | Someone Else with My Fingerprints \| David Zwirner Gallery, New York                                              |
|      | John Hansard Gallery, Southampton                                                                                 |
|      | The Garden of Eden \| Noorderlicht Photofestival, Groningen                                                       |
|      | Respekt, Glossy München                                                                                           |
| 1996 | Fotogalerie Kulturamt Friedrichshain, Berlin                                                                      |
|      | LEKRI (Galerijgroep Fotografie), Gent                                                                             |
|      | Galerie Christa Schübbe, Düsseldorf                                                                               |
|      | Der soziale Blick \| Art Frankfurt                                                                                |
|      | Artforum Berlin                                                                                                   |
|      | Stadt-an-Sichten \| Otto-Nagel-Galerie, Berlin                                                                    |
| 1995 | Museum für angewandte Kunst, Gera                                                                                 |
|      | Fototage Herten                                                                                                   |
|      | Art Multiple, Düsseldorf                                                                                          |
| 1994 | Stadt u. Kreis - Sparkasse Pforzheim, Pforzheim                                                                   |
|      | Galerie Acud, Berlin                                                                                              |
|      | Stadtkunst, Köln                                                                                                  |
| 1993 | Museum für Fotografie, Helsinki, Finnland                                                                         |
| 1992 | Museum für Kunst - und Kulturgeschichte, Dortmund                                                                 |

## Förderungen/Preise (Auswahl)
| 2022 | Krappy Kamera Competition 2022, 2. Platz, Ahl Säu, Soho Photo Gallery, New York   |
|      | Athens Photo Festival 2022, Shortlist                                             |
|      | Stiftung Kunstfonds Förderung, Cowboys/Work in Progress                           |
| 2021 | Recherchestipendium der Stadt Köln (D)                                            |
|      | Sink or Swim! Photography Contest, The Curator Ship, Winner                       |
| 2020 | 8. Merck Preis, Nominiert (D), "Back to Nature"                                   |
|      | Verzasca Foto Festival Award, Finalist (CHE)                                      |
| 2019 | 14th Julia Margaret Cameron Award, open theme, Professional Section, Winner (ESP) |
|      | The Emerging Photographer Fund, Finalist (USA)                                    |
|      | Felix Schoeller Photo Award, Portrait, Shortlist (D)                              |
|      | Art Photography Award / Lens Culture, Finalist (NL)                               |
|      | Hellerau Photography Award, Nominiert (D)                                         |
|      | Deutscher Fotobuchpreis, Bronze (D)                                               |
|      | Helsinki Photo Festival, Award, Finalist (FI)                                     |
| 2014 | Espy Photography Award 2014, Shortlist (GB)                                       |
| 2012 | Kolga Award, Shortlist (GEO)                                                      |
| 2011 | Künstlerhaus Lukas, Ahrenshoop, Stipendium                                        |
| 2009 | Dr. Dormagen-Guffanti Stiftung, Stipendium                                        |
|      | Welde Kunstpreis, Finalist                                                        |
| 2008 | Deutscher Fotobuchpreis 2009, Zimmerpflanzen, Nominiert                           |
| 2007 | Stiftung Kunstfonds Förderung \| Buchprojekt "Zimmerpflanzen"                     |
| 2004 | Toyota Fotokunstpreis                                                             |
| 2002 | European Award for Women Photographers, Florenz, Finalist (I)                     |
| 2001 | Stipendium des Landes NRW ohne Wohnortwechsel                                     |
| 2000 | DGPH Otto Steinert Preis, Finalist (D)                                            |
| 1997 | Förderkoje, Art Cologne                                                           |
| 1990 | DAAD - Stipendium                                                                 |

## Bücher
- 1996 – Girls some Boys and other Cookies
- 2005 – Märchen
- 2008 – Zimmerpflanzen
- 2011 – elf uhr elf
- 2011 – The Last Year Of Childhood
- 2019 – Bärenmädchen

## Lehraufträge
- 2015 Lehrauftrag, Akademie für Kommunikationsdesign, Köln
- 2008–2009 Lehrauftrag, Fachhochschule Bielefeld
- 2007 Lehrauftrag, Merz Akademie, Hochschule für Gestaltung, Stuttgart
- 2005 Lehrauftrag, Fachhochschule Vorarlberg, Österreich
- 2002 Kunst macht Schule, ein Kunstprojekt an einem Gymnasium, initiiert durch die Staatskanzlei des Saarlandes

## Ausbildung
- 1993 Diplom bei André Gelpke
- 1990 Hochschule für Grafik- und Buchkunst Leipzig
- 1987–1993 Studium, Fotodesign, FH Dortmund
- 1985–1987 Studium Kommunikationsdesign, FH Wiesbaden
- 1979–1982 Schreinerlehre

## Sammlungen (Auswahl)
- Sammlung FC Gundlach
- Kasper König Sammlung
- Sprengel Museum Hannover
- Kunstmuseum Mülheim an der Ruhr
- Artothek Köln
- LBBW Landesbank Baden-Württemberg